# فاني كابور
فاني كابور (ولدت في 23 أغسطس 1988) ممثلة و عارضة أزياء وراقصة هندية. عملت في أفلام بوليوود مع الممثل رانفير سينغ، ظهرت لأول مرة في فيلمها الكوميدي الرومانسي رومانسية المدينة النقية عام 2013 ، وحقق نجاحًا نقديًا وتجاريًا ، وحصل على جائزة فيلم فير لأفضل ممثلة صاعدة.

## وصلات خارجية
- فاني كابور على موقع IMDb (الإنجليزية)
- فاني كابور على موقع قاعدة بيانات الأفلام العربية
- فاني كابور على موقع ألو سيني (الفرنسية)
- فاني كابور على موقع أول موفي (الإنجليزية)
- فاني كابور على موقع قاعدة بيانات الفيلم (الإنجليزية)
- فاني كابور على موقع كينوبويسك (الروسية)